# Joan Constans i Aubert
Joan Constans i Aubert (Olot, 1940) és un artista gràfic i escriptor. Va presentar les seves obres pintades i dibuixades en diverses exposicions. A prop dels seixanta anys va començar a escriure poesia i narrativa breu, gèneres en els quals ha estat guardonat en nombroses ocasions. Al seu llibre El tresor dels Maquis escriu de la memòria i de la vivència, amb la voluntat de deixar testimoni d'una guerra civil viscuda. Segons la crítica: «una novel·la magnífica en què [Joan Constans] ha sabut retratar com pocs l'Espanya de la postguerra utilitzant com a vehicle l'aventura d'uns alumnes de les Escoles Pies que busquen un ‘tresor’ amagat a les muntanyes, a la comarca de la Garrotxa (Girona) al costat de França, una zona on encara hi havia maquis».
Està vinculat culturalment al barri de Sant Andreu del Palomar de Barcelona.

## Obra
- Color i estrelles (2003), Premi Rosa d'Or de la Pau de Poesia (Premi Castellitx)[7]
- El tresor dels Maquis. (Barcanova, 2006).[4]
- El vent de l'infern. (Barcanova, 2008).